# 波罗王朝
波罗王朝，又称波罗帝国，是8世纪—12世纪统治印度东北部的一个王朝。其統治者的名稱均以波羅為後綴，在古普拉克里特諸語言意為“保護者”，他們是大乘佛教和怛特羅密教的信徒。其主要據點位於孟加拉和今印度比哈爾邦，包括巴連弗邑、蒙格埃爾、多摩梨帝國等當時的大城市。9世纪初期，波羅王朝是北印度一强大的政治势力，其领土由比哈爾、孟加拉進一步擴展至尼泊爾、恆河流域中部。在公元810年时，波羅王朝領土上的人口达到1030万人。
波羅王朝被視為伊斯蘭教傳入前孟加拉歷史的黃金時期，此王朝曾結束孟加拉地區持續不斷的戰亂和割據，對內為當地帶來安定與繁榮，對外與西藏吐蕃王朝、印尼三佛齊和阿拉伯阿拔斯王朝維持良好的關係。在此時期，透過阿拉伯地區與孟加拉的頻繁貿易，伊斯蘭教首度於孟加拉出現，阿拔斯王朝的貨幣亦可於波羅王朝的考古遺址中找到。該王朝歷代國王修建了大規模的佛寺，並贊助那爛陀寺、超戒寺等佛學研究所。12世紀，信仰印度教的斯那王朝推翻了波羅王朝，正式結束最後一個建立於印度本土的佛教王國。
波罗王朝在其领土内推行一种封建制度，即王室将土地赠给受封者，同时受封者获得对该片土地的税收、行政和司法权。但这种封地现象只是表面上与西欧的封建制度类似。波罗王朝的封地对象几乎只限于宗教集团，表现为将大量土地捐赠给寺院（如提婆波罗国王曾赠给著名的那烂陀寺5个村庄）；世俗官僚获得封地的现象非常少见。

## 歷史

### 王朝建立
波罗王朝以今孟加拉为中心，在戒日王的帝国崩溃后北印群雄并起的形势中迅速崛起。王朝的首位君主瞿波罗一世約於750年在西孟加拉Gaur被一眾地區首領推舉為王。歷史證據表明瞿波罗是由地區首領推舉所出，並非由當地人民直接選舉產生。

### 王朝在達摩波羅和提婆波羅統治下的擴張

約750-900年，西印的瞿折罗-普腊蒂哈腊王朝（绿色）、南印的罗湿陀罗拘陀（橙色）、東印的波羅王朝（紫色）鼎立，形成卡瑙傑三角（Kannauj Triangle）

瞿波羅死後，其兒子達摩波羅和孫提婆波羅大幅擴展了王朝的領土。達摩波羅原本被瞿折羅-普臘蒂哈臘王朝的君主瓦特薩羅闍擊敗。隨後達摩波羅和瓦特薩羅闍均被羅濕陀羅拘陀君主陀魯婆擊敗。陀魯婆離開德干地區後，達摩波羅得以向西擴展王朝至北印度，包括卡瑙傑（古稱曲女城）。
| 三國比較 | 瞿折罗-普腊蒂哈腊王朝    | 波羅王朝                                 | 罗湿陀罗拘陀                             |
| -------- | ------------------------ | ---------------------------------------- | ---------------------------------------- |
| 國祚     | 7世紀中期-1036           | 約750-12世紀                             | 753-982                                  |
| 統治中心 | 摩臘婆、拉賈斯坦邦       | 孟加拉、比哈爾                           | 卡納塔克邦、馬哈拉施特拉邦、安得拉邦部份 |
| 首都     | 曲女城（今卡瑙傑）       | 巴連弗邑、蒙格埃爾、索瑪普利等           | Manyakheta（位於今卡納塔克邦東北）       |
| 主要君主 | 瓦特薩羅闍、納加巴塔二世 | 達摩波羅、提婆波羅                       | 瞿頻陀三世、陀魯婆                       |
| 宗教     | 印度教                   | 大乘佛教、密宗                           | 印度教 (早期)、耆那教 (晚期)             |
| 建築遺址 | 克久拉霍                 | 那爛陀寺、超戒寺、飞行寺、索瑪普利大寺等 | 埃洛拉石窟、帕塔達卡爾建築群的耆那教神廟 |

然而，瓦特薩羅闍之子納加巴塔二世隨後佔領了卡瑙傑，並進軍至蒙格埃爾。達摩波羅被逼投降，並與羅濕陀羅拘陀君主瞿頻陀三世結盟。瞿頻陀三世入侵北印，並打敗納加巴塔二世。羅濕陀羅拘陀的記錄顯示達摩波羅曾承認羅濕陀羅拘陀為宗主國。在瞿頻陀三世離開後，達摩波羅得以恢復北印度的領土。
達摩波羅死後，其子提婆波羅登位，並被視為波羅王朝最強大的君主。他曾入侵迦摩縷波（今阿薩姆邦）和今奧里薩邦的小王國。其中迦摩縷波的君主沒有與達摩波羅戰鬥就屈服於波羅王朝，奧里薩的國王則逃離首都。除了上述的征伐外，他的繼任者亦有記載他曾佔領其他的領土，但有不少記載實際上是誇張失實。

### 首度衰退
提婆波羅死後，波羅王朝開始逐步瓦解。提婆波羅外甥毗羯羅訶波羅一世在短暫統治後退位，並成了苦行僧。他的兒子那羅衍波羅繼任為王，此時羅濕陀羅拘陀王阿目佉跋沙一世擊敗了波羅王朝，阿薩姆和奧里薩更恢復獨立。
那羅衍波羅之子羅闍耶波羅至少統治了12年，並興建了一些公共設施和寺廟。他的兒子瞿波羅統治數年後失去了孟加拉，此時波羅王朝的領地只剩下比哈爾邦一帶。繼任的毗羯羅訶波羅二世亦受到來自中印度的Chandela和Kalachuri王國的侵略，波羅王朝在他統治時期分裂為數個小王國。

### 兩度短暫中興與衰亡
約988年，摩醯波羅一世登位。在三年內，他收復了孟加拉北部和東部的失地，並收復了今西孟加拉邦的北部地區。於1021-23年，朱羅王朝君主羅貞陀羅入侵孟加拉。他努力的成果很快被来自南印的侵略者朱罗王朝所终止。:45摩醯波羅一世的兒子那耶波羅在奮力抵抗後擊敗了Kalachuri 國王，兩國後來在佛教高僧阿底峽調和下簽訂和約。
約於1077-1130年在位的羅摩波羅是波羅王朝最後一位明君。他減輕稅收、推動農業，並建造了一些公共設施。他恢復了迦摩縷波的管治，並與朱羅王朝君主維持友好的關係，以爭取支援對抗遮婁其王朝。羅摩波羅死後波羅王朝繼續衰退，領土逐步縮小。
摩陀那波羅在位（約1143-1161）時，來自南印、 信奉印度教的犀那王朝吞併了波羅王朝在孟加拉的所有領土，波羅王朝消亡前的領土只縮減至比哈尔邦南部一帶。約於1161年，名為瞿頻陀波羅的一位國王統治著加雅，但沒有確切史據證實他與波羅王朝君主的關係。

## 文化
波罗王朝以其对佛教的支持和庇护而闻名；该王朝是最后一个信奉佛教的印度王室。在波罗王朝中后期，印度西部的佛教已经被伊斯兰教入侵者消灭，只在东印还得以留存。历代波罗国王都是虔诚的佛教徒（所谓“波罗七代护法”），他们长期出资建设北印度著名的佛教综合大学那烂陀寺和超戒寺。其中以研究密宗为主的超戒寺是波罗王朝国王达摩波罗主持修建的，据说规模比笈多王朝时修建的那烂陀寺还大。达摩波罗还建立了另一座密宗大寺飞行寺。这几座宏伟的佛教研究机构都在12~13世纪的古爾王朝穆斯林入侵时期被彻底毁灭。波罗王朝的佛教主要是大乘佛教，尤其是密宗。
作為統治佛教誕生地的君主，波羅王朝的國王在佛教國家中得到很高的名望。來自爪哇夏連特拉王國的使節就曾請求波羅國王給予5座村落，讓他們得以在那爛陀寺興建一座寺院，此請求得到國王提婆波羅答允。提婆波羅亦修復、擴大了索瑪普利大寺的建築。摩醯波羅一世亦曾下令修復及建造那爛陀寺和菩提迦耶的宗教建築。波羅王朝與中國亦有交流，北宋曾派遣使者西行求佛法，遼朝西夏亦有印度僧之紀載。
波羅王朝和斯那王朝（約1070-1230年）時期，比哈爾和孟加拉的藝術影響了尼泊爾、緬甸、斯里蘭卡和爪哇的藝術發展。

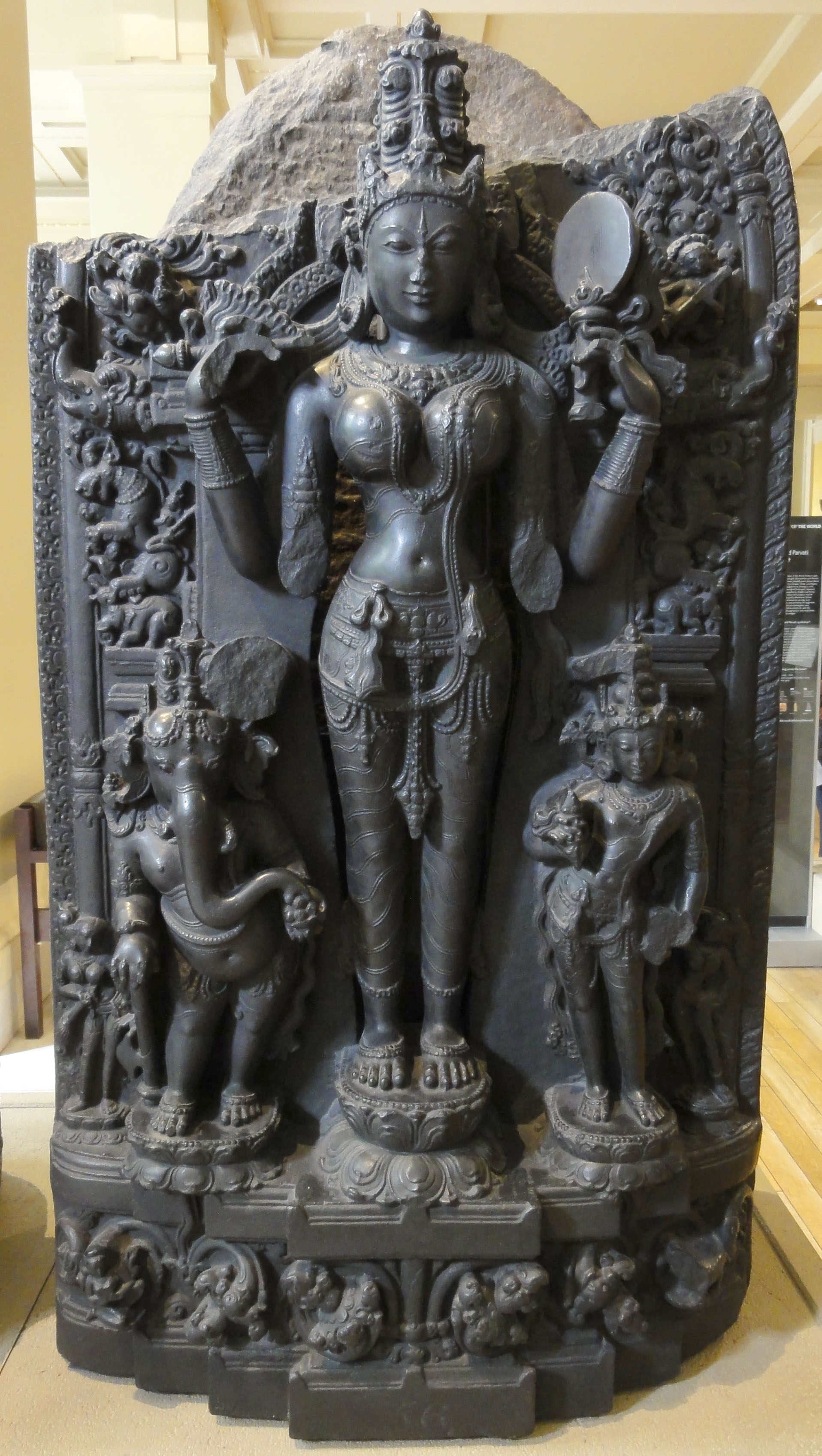
一座玄武岩塑像
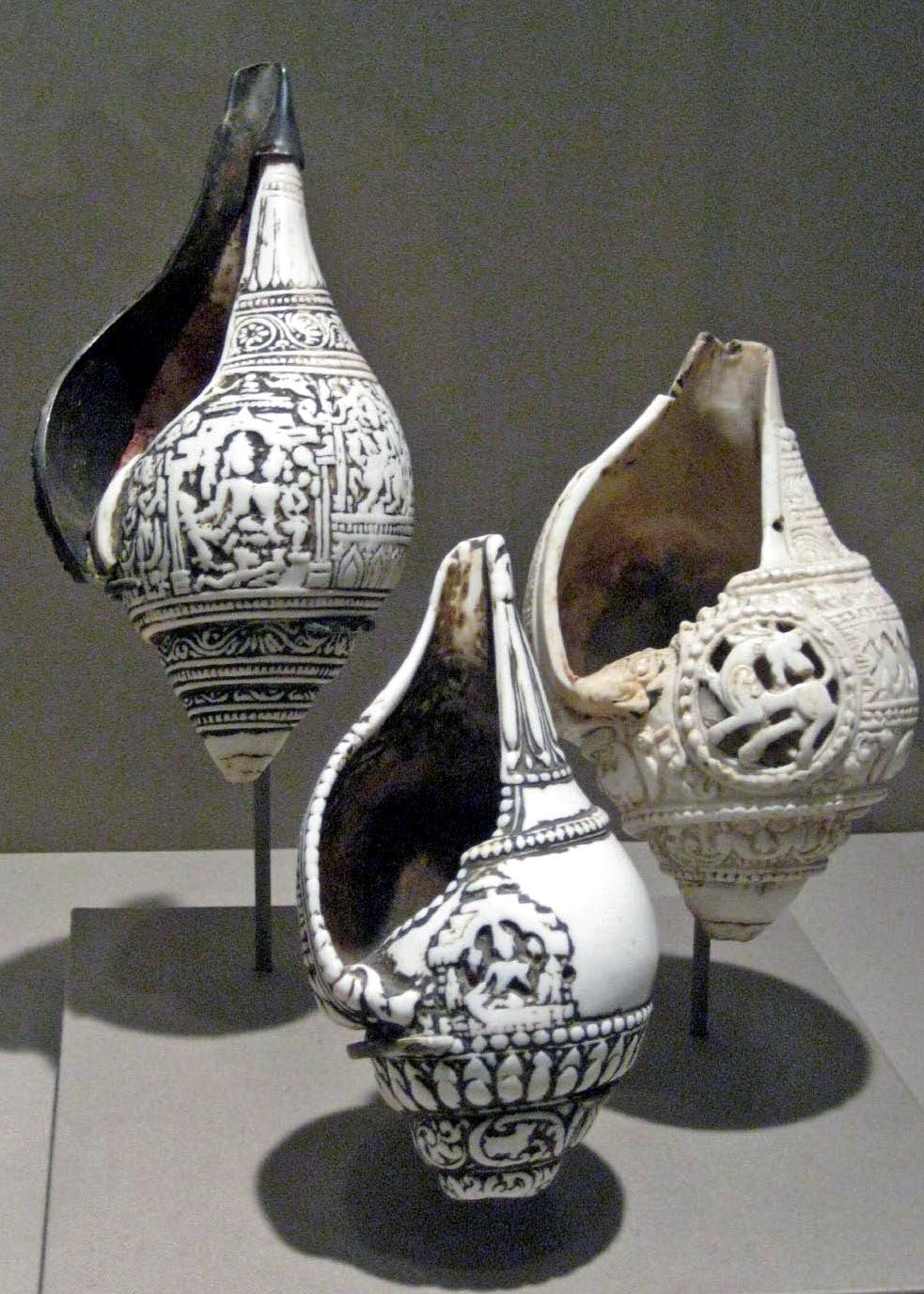
約於11-12世紀製成、雕有圖案的印度鉛螺，其中最左邊的鉛螺刻有吉祥天女和毗濕奴的樣貌
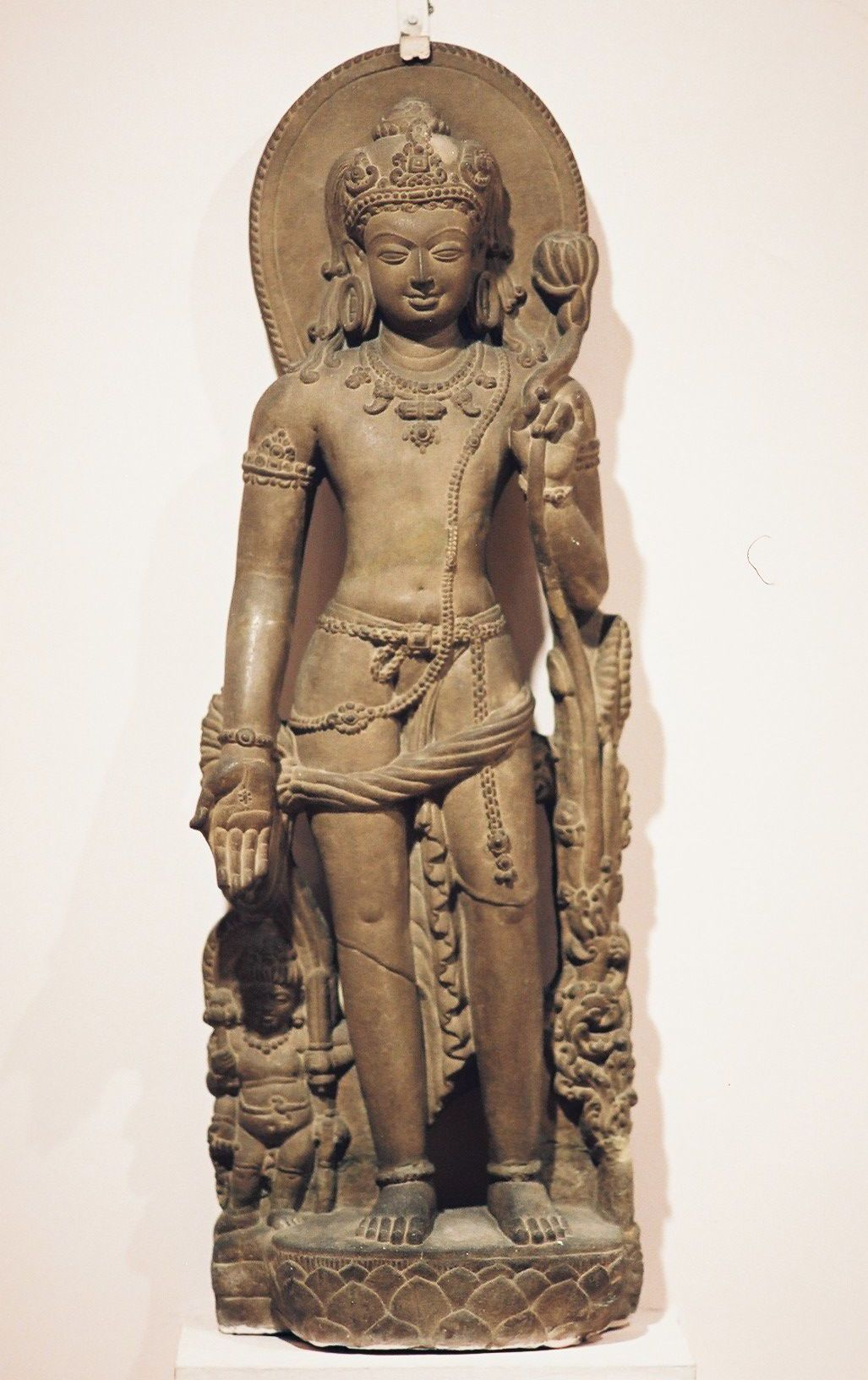
來自那烂陀寺的佛像
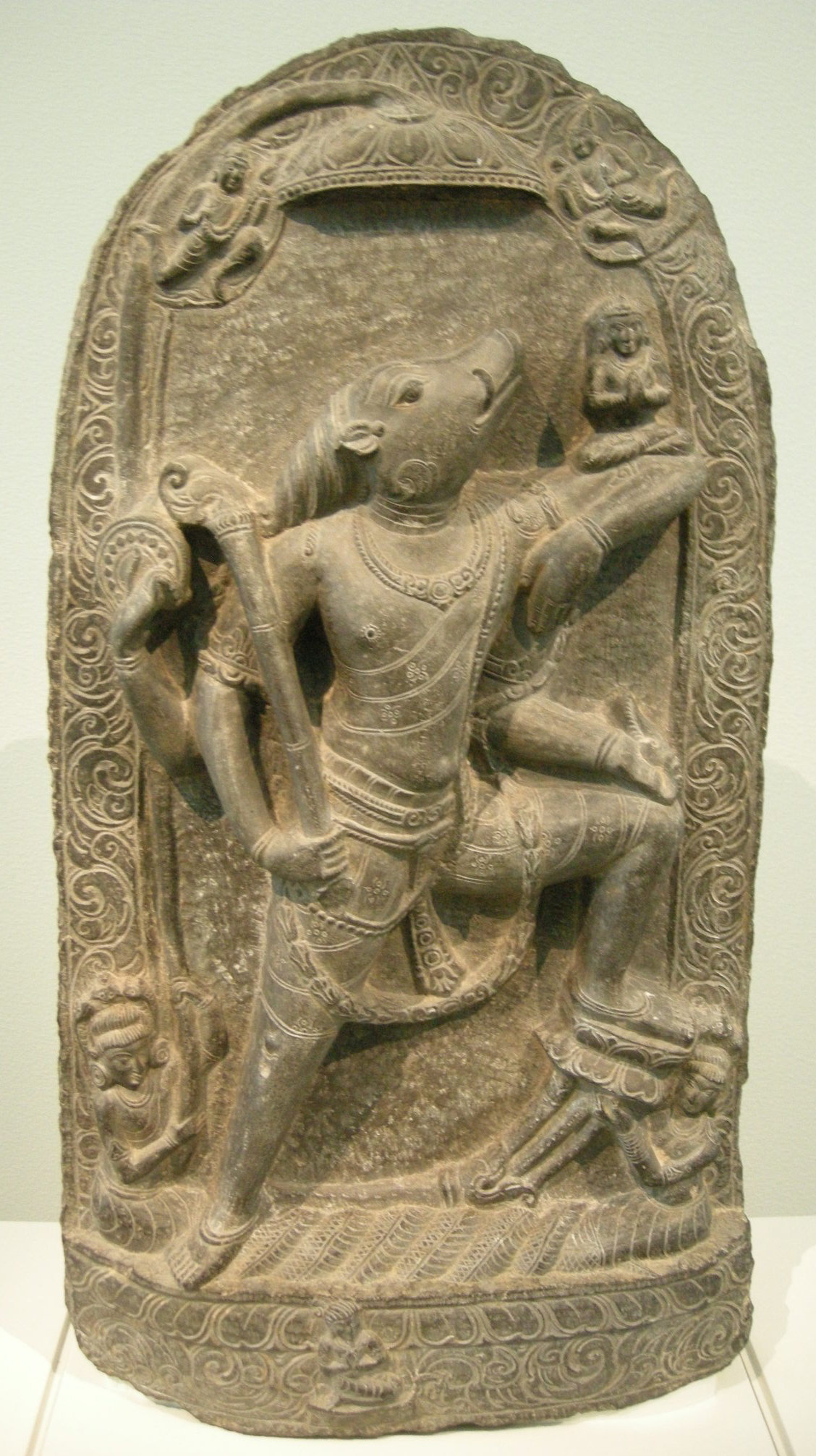
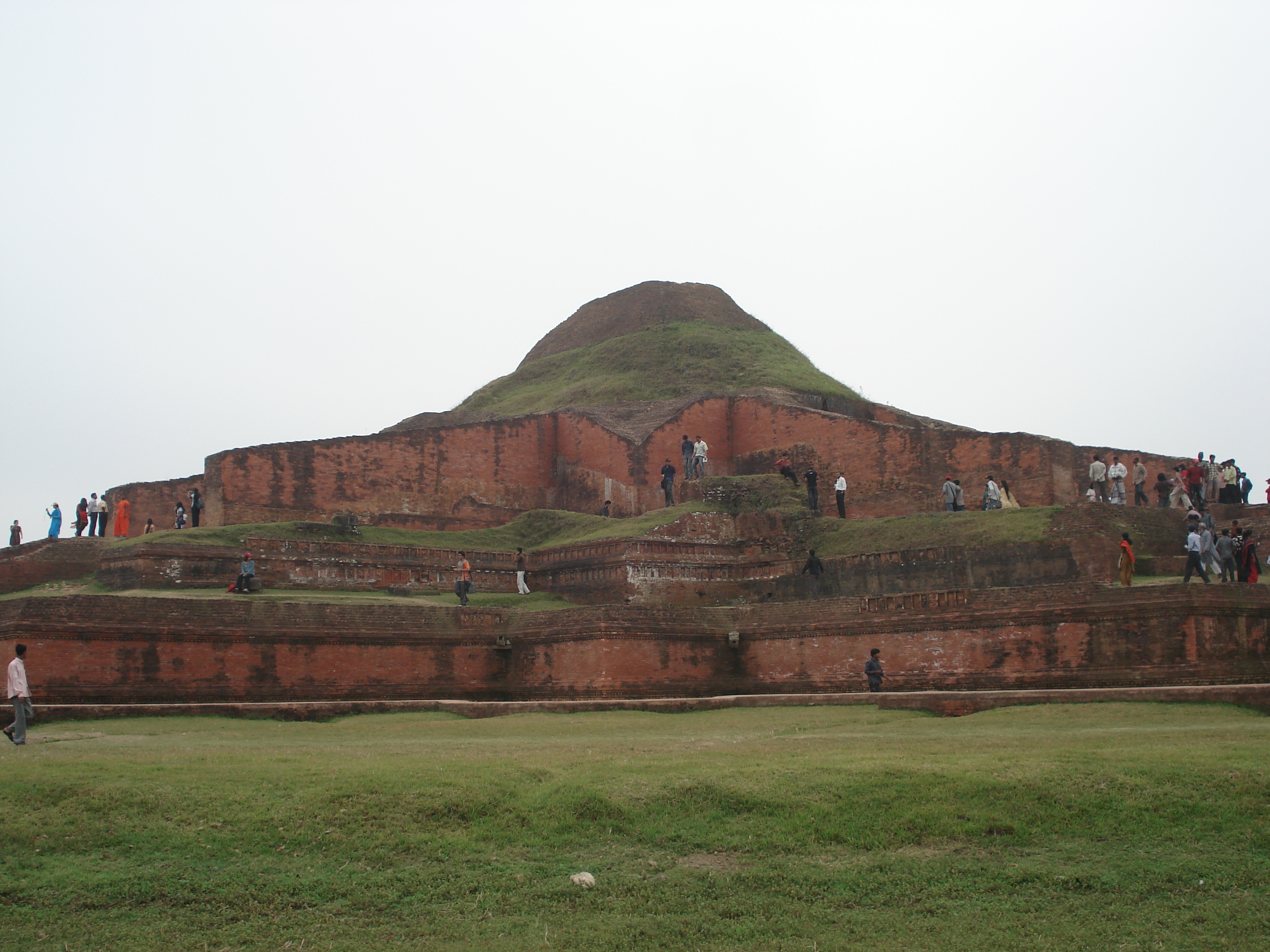
由達摩波羅所建、位於今孟加拉國的索瑪普利大寺，已於1985年成為世界文化遺產
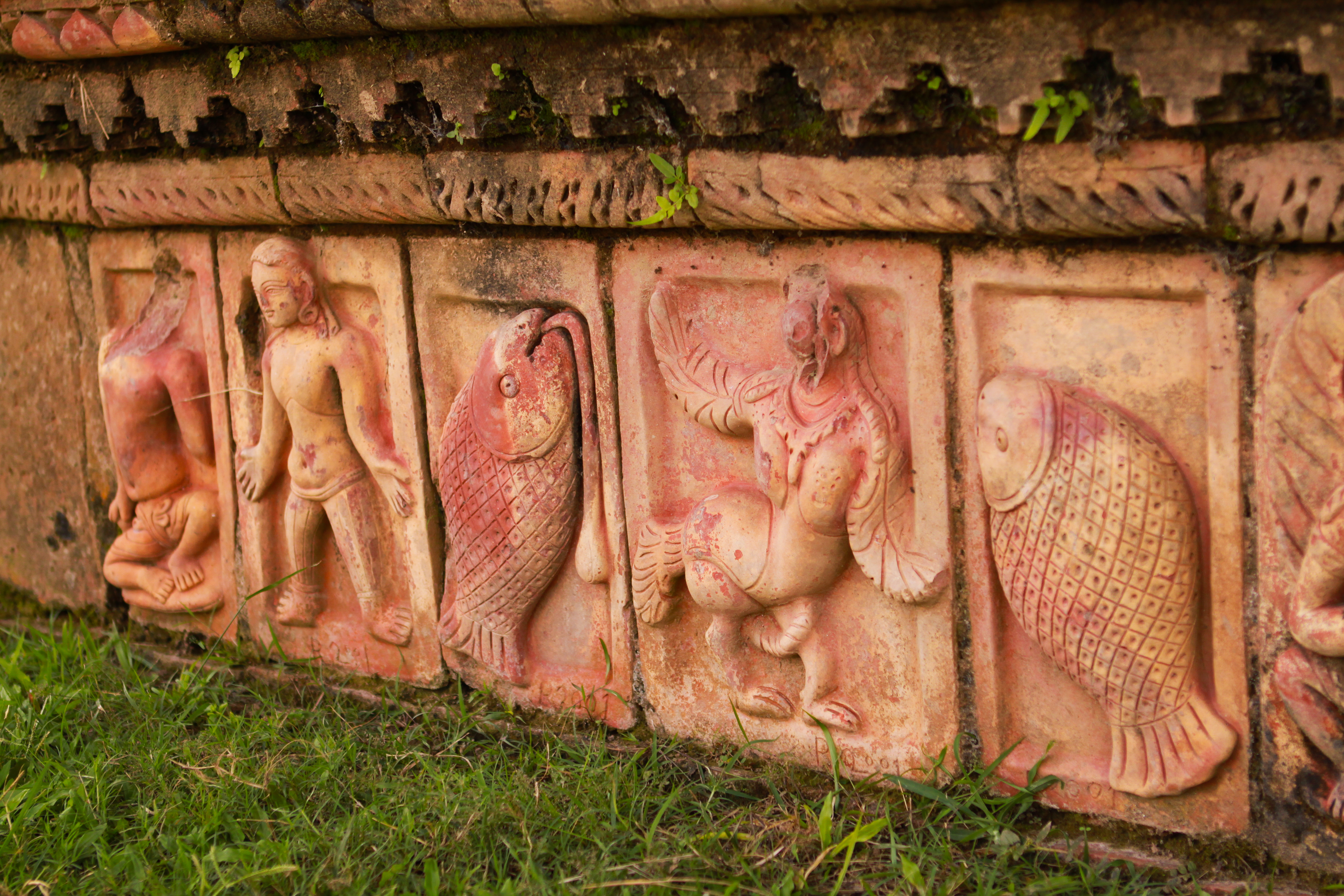
索瑪普利中央的裝飾
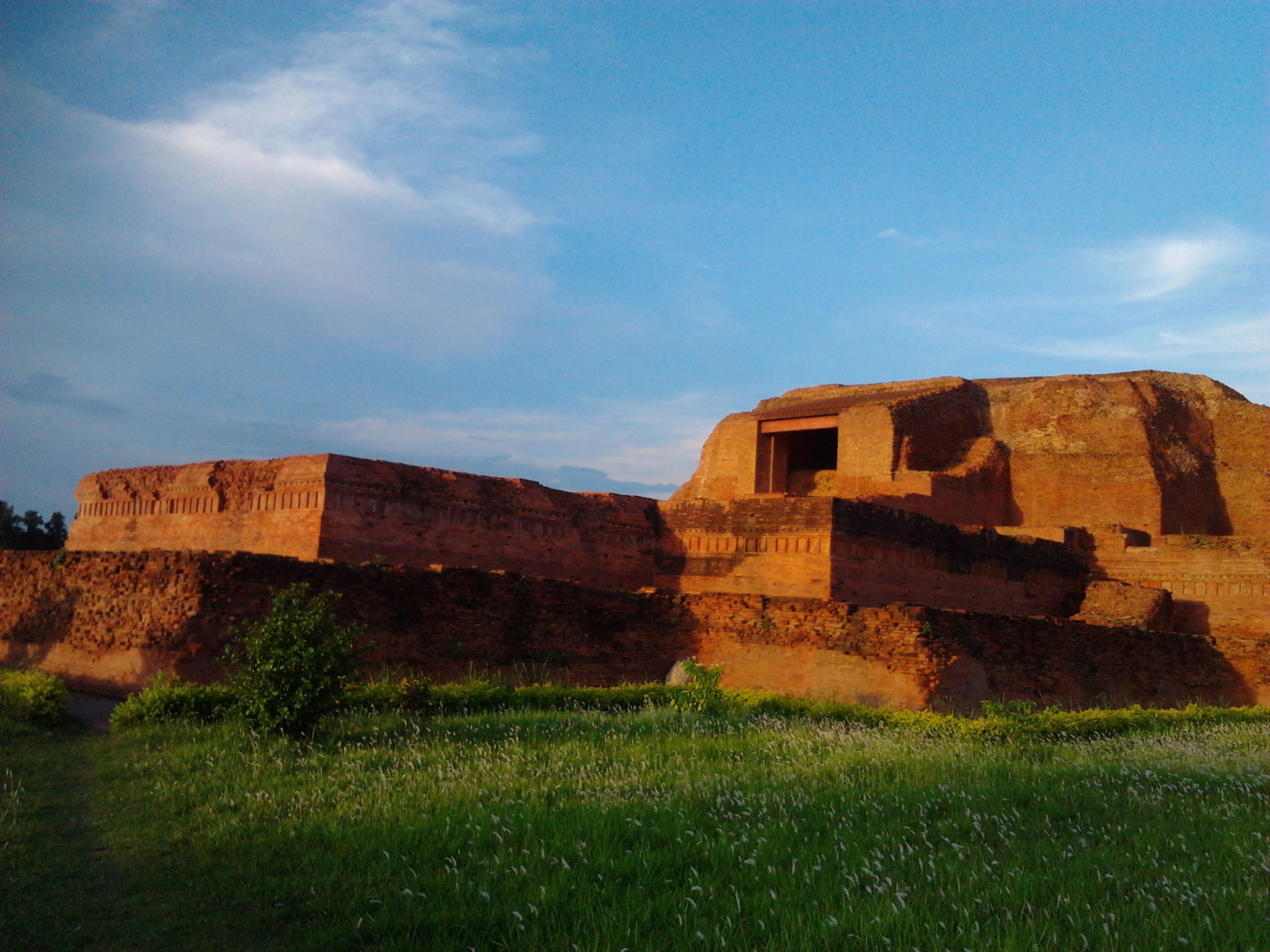
位於今喬爾貢格東北13公里處的超戒寺遺跡
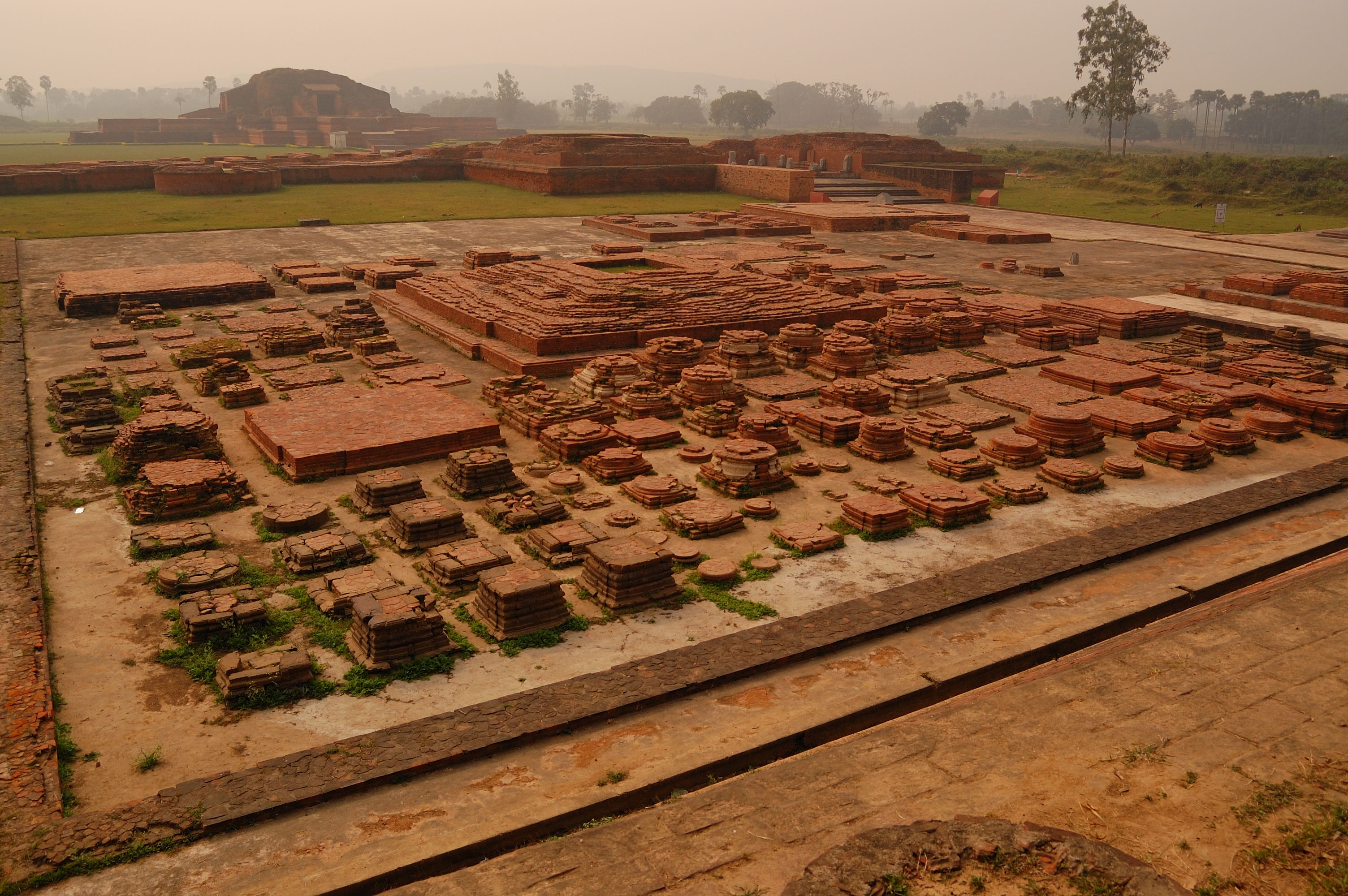
超戒寺亦是達摩波羅所建造的一座佛學中心，阿底峽大師入藏之前曾住持此寺
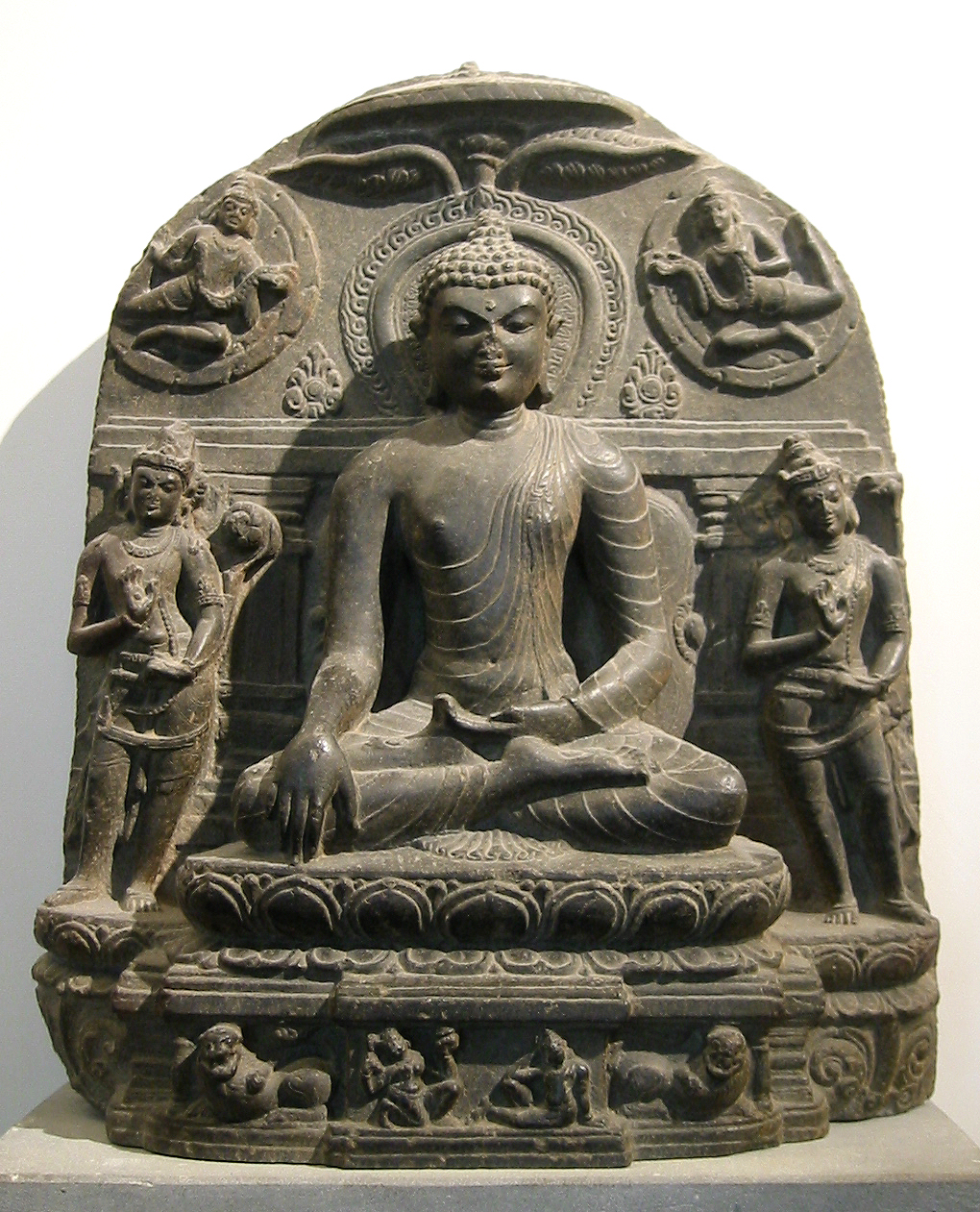
波羅王朝时代制作的佛陀與協侍菩薩的雕像

## 历代君主
以下君主的在位時間只是印度史學家Dineshchandra Sircar（1907-1985）於1975-76年根據各史料所作出的推測，並非確切的在位時間。
- 瞿波罗一世（英语：Gopala I）（750-775年）
- 达摩波罗（英语：Dharmapala (emperor)）（法护王，775-812年）
- 提婆波罗（天护王，812-850年）
- 输罗波罗一世（破魔护王，850-858年）
- 毗羯罗诃波罗一世（858-860年）
- 那罗衍波罗（860-917年）
- 罗阇耶波罗（917-952年）
- 瞿波罗二世（952-972年）
- 毗羯罗诃波罗二世（972-977年）
- 摩醯波罗一世（地护王，977-1027年）
- 那耶波罗（1017-1043年）
- 毗羯罗诃波罗三世（1043-1070年）
- 摩醯波罗二世（1070-1071年）
- 输罗波罗二世（1071-1072年）
- 罗摩波罗（1072-1126年）
- 鸠摩罗波罗（1126-1128年）
- 瞿波罗三世（1128-1143年）
- 摩陀那波罗（1143-1161年）
- 瞿频陀波罗（1161-1165年）

## 资料来源
1. ↑  Michael C. Howard. . McFarland. 2012: 72  [2017-07-06]. ISBN 978-0-7864-9033-2. （原始内容存档于2020-11-20）.
2. ↑  Huntington 1984，第56頁.
3. ↑  .   [2016-03-28]. （原始内容存档于2020-11-20）.
4. 1 2 3 4 5 6  Sailendra Nath Sen. . New Age International. 1 January 1999: 277–287  [2016-03-28]. ISBN 978-81-224-1198-0. （原始内容存档于2016-05-17）.
5. 1 2 3 4 5 6 7  Nitish K. Sengupta. . . Penguin Books India. 1 January 2011: 39–49  [2016-03-28]. ISBN 978-0-14-341678-4. （原始内容存档于2016-05-02）.
6. ↑  Essays on Ancient India by Raj Kumar p.199
7. ↑  《印度古代史纲》，224页
8. ↑  《印度古代史纲》，213页
9. ↑  Biplab Dasgupta. . Anthem Press. 1 January 2005: 341–  [2016-03-28]. ISBN 978-1-84331-029-7. （原始内容存档于2016-04-29）.
10. ↑  The Cambridge Shorter History of India p.143
11. ↑  Dynastic History Of Magadha  by George E. Somers p.179
12. ↑  Bhagalpur Charter of Narayanapala, year 17, verse 6, The Indian Antiquary, XV p 304.
13. ↑  George E. Somers. . Abhinav Publications. 1977: 185  [2016-03-28]. ISBN 978-81-7017-059-4. （原始内容存档于2016-06-03）.
14. ↑  The Cambridge Shorter History of India p.10
15. ↑  Stella Kramrisch (1 January 1994). Exploring India'S Sacred Art Selected Writings Of Stella Kramrisch Ed. & With A Biographical Essay. Motilal Banarsidass Publishe. p. 208. ISBN 978-81-208-1208-6.
16. ↑   Dineshchandra Sircar (1975–76). "Indological Notes - R.C. Majumdar's Chronology of the Pala Kings". Journal of Indian History IX: 209–10.

- 《古印度简史》，许海山主编，中国言实出版社，ISBN 7-80128-801-7
- 《古印度-从起源至公元13世纪》，玛瑞里娅·阿巴尼斯著，中国水利水电出版社，ISBN 7-5084-2649-5
- 《印度古代史纲》，林承节著，光明日报出版社，ISBN 7-80145-355-7
- 《新编佛教辞典》，陈兵编，中国世界语出版社，ISBN 7-5052-0159-X